# Dvärgmöss
Dvärgmöss (Micromys) är ett släkte med små gnagare i underfamiljen möss (Murinae). Släktet bestå av två idag förekommande arter: dvärgmus (Micromys minutus) som är vitt spriddd i Europa och Asien och Micromys erythrotis som förekommer mer lokalt i Vietnam, södra Kina och eventuellt i angränsande områden. Fossil av Micromys dateras tillbaka till sen miocen och omfattar minst tio utdöda arter, som utgör flera utvecklingslinjer.

## Systematik
Micromys är inte närbesläktat med några andra släkten av möss, vilket gör det svår att utröna dess fylogenetiska släktskap. Tidigare placerades de i en distinkt klad tillsammans med Hapalomys, Chiropodomys och Vandeleuria, men studier har senare visat att denna klad är polyfyletisk och istället indikerar att Micromys utgör en egen systergrupp inom tribuset Rattini bland gnagarna.